# Caïdat de Tamri
Le caïdat de Tamri est une circonscription administrative marocaine situé dans le cercle d'Agadir-Atlantique, lui-même situé dans la préfecture d'Agadir Ida-Outanane, au sein de la région administrative de Souss-Massa. Son chef-lieu se trouve dans la commune éponyme de Tamri.

## Communes
Deux communes rurales sont rattachées au caïdat de Tamri : Tamri et Imsouane.

## Historique
Le caïdat de Tamri, est créé en 1983, et est rattaché au cercle d'Inezgane, lui-même rattaché à la province d'Agadir. Il compte à sa création une commune rurale : Tamri.

## Démographie
Selon les données communales des derniers recensements, la population du caïdat de Tamri est passée, de 1994 à 2004, de 24 708 à 26 795 habitants.